# Camarhynchus
Camarhynchus – rodzaj ptaków z rodziny tanagrowatych (Thraupidae). Wraz z pokrewnymi rodzajami są wspólnie określane jako zięby Darwina.

## Występowanie
Rodzaj obejmuje gatunki występujące na archipelagu Galapagos w Ameryce Południowej.

## Morfologia
Długość ciała 11–15 cm, masa ciała 16–31 g.

## Systematyka

### Etymologia
Greckie καμαρα kamara – „łuk, sklepienie”; ῥυγχος rhunkhos – „dziób”.

### Podział systematyczny
Do rodzaju należą następujące gatunki:
- Camarhynchus psittacula Gould, 1837 – kłowacz papugodzioby
- Camarhynchus pauper Ridgway, 1890 – kłowacz ciemnogłowy
- Camarhynchus parvulus (Gould, 1837) – kłowacz mały
- Camarhynchus pallidus (Sclater,PL & Salvin, 1870) – kłowacz kaktusowy
- Camarhynchus heliobates (Snodgrass & Heller, 1901) – kłowacz namorzynowy